# أوليفر غراو

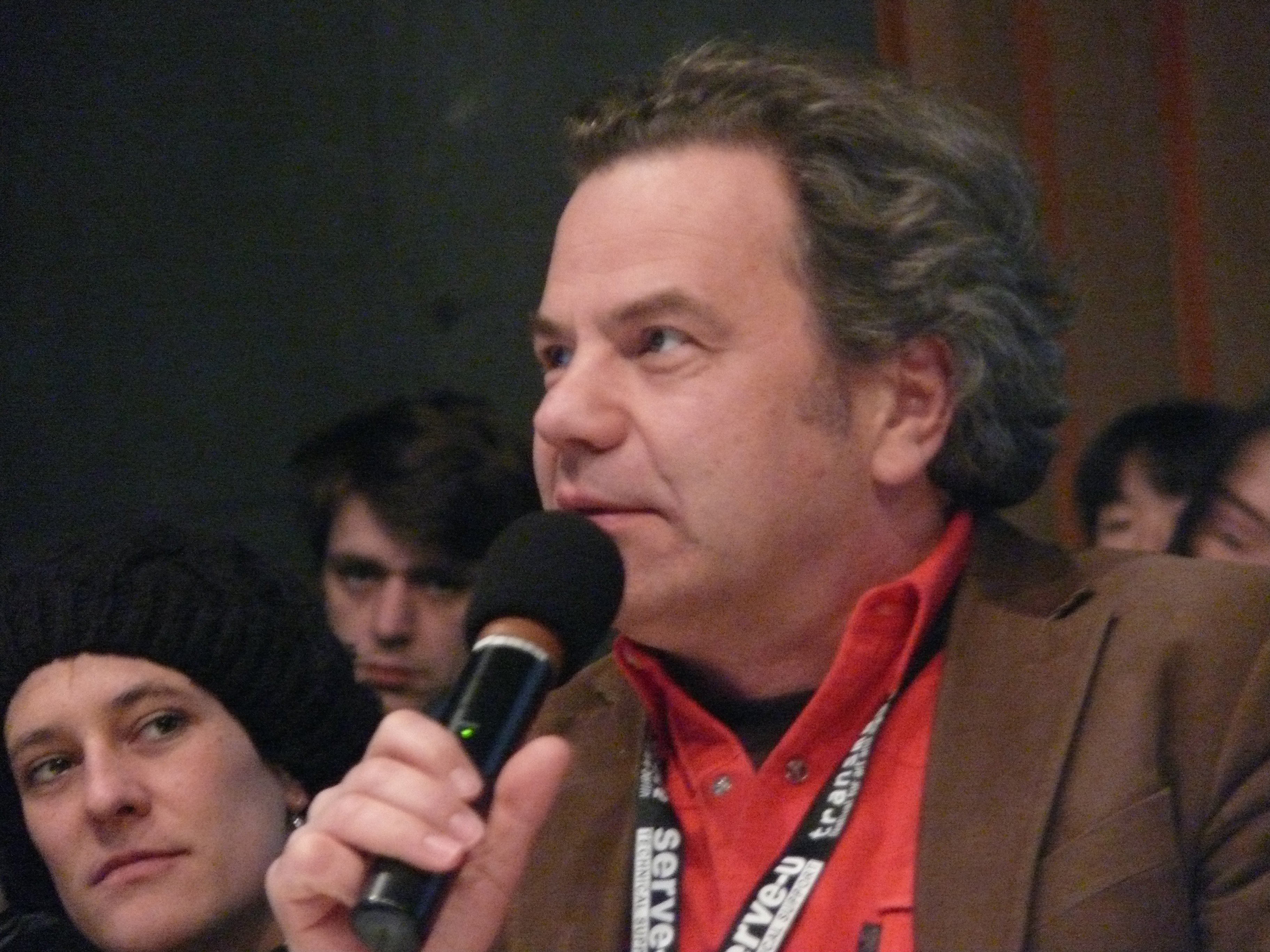
Oliver Grau

## أعمال
سيرة ذاتية
أوليفر غرو ھو باحث ألماني من مواليد 24 تشرين الأول 1965 مختص بتاريخ الفن والميديا ومھتم على وجه الخصوص
بعلم الصورة والحداثة وفن الميديا بالإضافة إلى ثقافة العصر القرن التاسع عشر والفن الإيطالي في عصر النھضة.
لمحة عن نشاطاته
في النمسا Danube University Krems ھو أستاذ في علم الصورة ورئيس قسم علم الصورة في جامعة دوناو – كرمس
وله عدة مؤلفات من بينھا
من منشورات دار "Virtual Art: From Illusion to Immersion - " الفن التخيلي: من التھيؤات إلى الإندماج الكلي
2003،" MIT Press/Leonardo Books " إم أي تي برس ليوناردو
2005، «Fischer من منشورات دار» فيشر "Mediale Emotionen - " المشاعر الوسيطة
MIT Press/Leonardo من منشورات دار " إم أي تي برس ليوناردو " MediaArtHistories - " تاريخ فن الميديا
2007، " Books
قد أتم مؤخراً مجموعة من المحاضرات بناءً على دعوات دولية وحصل على العديد من الجوائز (مذكوره أدناه)، كما
قام بإنتاج العديد من المنشورات بالإنكليزية والإسبانية والبرتغالية والصربية والمكادونية والكورية بالإضافة إلى الصينية.
virtual الواقع التخيلي) immersion تتركز أبحاثه بمجالات تاريخ فن الميديا، الإندماج أو الإنغمار الكلي
telepresence and artificial وأبحاثه المتعلقة بالمشاعر كما عن تاريخ وفكرة وثقافة الحياة والوجود التخيلي، (reality
.life
قد تمت الإشارة إليه وتقييمه بأكثر من 50 رأي حيث أنه قدم فيه ولأول مرة «Virtual Art إن كتاب أوليفر» الفن التخيلي
كما قدم تحليل منطقي image-viewer theory of immersion مقارنة تاريخية عن نظرية المشاھد ومحاكاة الواقع
لثلاثية: الفنان، العمل، المشاھد في شروط الفن الرقمي. البحث يرتبط بمثال الرواية في ذكر تاريخ تطور تھيؤات الميديا
وما ينتج عنھا من أعتماد مقارن على أحاسيس مفترضة للمقترح من جھة وعلى اختلافات قوة عزلة media illusions
المشاھد (كفاءة الميديا) من جھة أخرى.
كما قدم أوليفر تصوراته عن أساليب علمية جديدة في الإنسانية والإنسانية الرقمية، حيث قام بإدارة مشروع " الفن الغامر
والتي قام فريقھا في عام 1998 بتطوير أول قاعدة DFG للمؤسسة الألمانية للبحوث دي إف جي " Immersive Art
في جامعة دوناو – كرمس open source بيانات، أرشيف عالمي للفن الرقمي والتي تم برمجتھا على أسس النظام المفتوح
DVA وقد تم لاحقاً إضافة عدة مشاريع أخرى لھذا العمل. كما أنه ومنذ عام 2000 كانت قاعدة البيانات المنشأة دي في أ
```
ھي أول قاعدة بيانات تضمن مقاطع فيديو ضمن الأرشيف الخاص بھا. ومنذ عام 2005 يقوم السيد أوليفر بإدارة قاعدة)
```

من الرسومات والتي تعتبر من أكبر المجموعات الخاصة في النمسا والتي تحتوي Goettweigs بيانات مجموعة غوتويغز
.Gustav Klimt وغوستاف كليمت Albrecht Duerer على 30000 عمل فني تتضمن أعمال لألبرت دويرر (كما طور أوليفر منھاج تعليمي جديد في علم الصورة على مستوى عالمي بإطلاقه برنامج ماجستير تاريخ فن الميديا
والذي يتضمن برنامج احترافي أكاديمي في إدارة الأعمال الفنية الرقمية وتصميم المعارض،MediaArtHistories MA
Telelectures والكفاءة البصرية وبرنامج الماجستير في علم الصورة. وعلاوة على ذلك ومع أسلوب المحاضرات المنقولة
لجامعة دوناو تم أدخال طريقة جديدة تفاعلية للمحاضرات والمناظرات في حيز الوجود في مجال نقل المعرفة عبر العالم.
بعد أن أنھى أوليفر دراسته في ھامبورغ وسيينا وبرلين ومن ثم رسالته للدكتوراه، ألقى أوليفر عدة محاضرات في جامعة
في برلين، كما كان ضيفاً لعدة مخابر أبحاث في اليابان وأمريكا وبعد تاھيله بدراسات Humboldt University ھمبولد
قام بالعمل مدرساً في عدة جامعات، كما لعب دور مستشار لمنشورات habilitation لاحقة للدكتوراه في عام 2003
اختصاصية عالمية بالمجال ولعدة مؤسسات كما قام بإدارة عدة مؤتمرات مختلفة.
منذ 2002 عمل أوليفر على تقريب وجھات النظر في أبحاث فن الميديا وتاريخة والذي كان موزعاً في عدة أطر ومجالات
ولذلك أستحق ان يكون مديراً مؤسساً لأول مؤتمر عالمي في تاريخ فن الميديا والعلم والتكنولوجيا والذي تم في
لعام 2005، برلين 2007، ميلبورن 2009، ليفربول 2011 وقد كان مؤلفه " تاريخ فن الميديا Banff بانف
من دار أم أي تي برس لعام 2007 والأرشيف النصي في شبكة الأنترنيت "MediaArtHistories, MIT-Press
أحد نتائج ھذه المؤتمرات. mediaarthistory.org
وقد تم التصويت لأوليفر لعدة جوائز نذكر على سبيل المثال: جائزة من أكاديمية الشباب في برلين "براندنبورغيشين
في عام InterNations وفي معھد غوته \ قوميات عالمية Leopoldina والليوبولدينا " Brandenburgischen
2002 وجائزة كتاب العام في عام 2003 والجائزة العلمية الأمريكية وجائزة المنحات لعام 2003 من المركز الألماني
. كما حصل على جائزة الميديا من جامعة ھمبول في عام 2004 VillaVigoni الإيطالي فيللا فيغونيو

## مطبوعات مختارة
- Druckgrafik bis Medienkunst: Neue Analyseinstrumente für die historisch vergleichende Bildforschung. in: Rundbrief Fotografie, Vol. 21 (2014), No. 1/2 [N.F. 81/82], S. 108-116
- 'Our Digital Culture Threatened by Loss, in: The World Financial Review, 2014, pp. 40-42
- New Perspectives for the (Digital) Humanities, in: The Challenge of the Object, Congress Proceedings of the 33rd Congress of the International Committee of the History of Art. T. 1-3. Ed. by G. Ulrich Großmann/Petra Krutisch, Nuremberg 2013, S. 990-994
- Image Science & MediaArtHistories. New Infrastructures for 21th Century. in: Gunther Friesinger, Johannes Grenzfurthner, Thomas Ballhaus (Eds.): Mind and Matter. Comparative Approaches towards Complexity, Bielefeld: transcript 2011, S. 29-37
- Media Art’s Challenge for our Societies. in: 2010 International Humanities Conference, Boundary Crossing Humanities and Symbiotic Society, Yonsei University, Seoul 2010, S. 163-193
- Renewing knowledge structures for Media Art. in: EVA London 2010. Electronic Visualisation and the Arts, BCS London, Alan SEAL, Jonathan BOWEN and Kia NG (Eds.), S. 286-295
- Living Habitats: Immersive Strategies. in: Christa Sommerer, Laurent Mignonneau (Hg.): Interactive Art Research, Springer, Vienna/New York 2009, S. 170-175
- Media Art Needs Histories and Archives. in: Zhuangshi, Beijing 2008, No. 7, S. 50-61
- The Recombinant Reality – Immersion and Interactive Image Spaces. in: Synthetic Times, Cambridge, M.A.: MIT Press 2008, S. 72-93 (German/Chinese)
- “Vorsicht! Es scheint, das er direkt auf die Dunkelheit zustürzt, in der Sie sitzen.” Immersions- und Emotionsforschung, Kernelemente der Bildwissenschaft. in: Klaus Herding/Antje Krause-Wahl (Eds.): Wie sich Gefühle Ausdruck verschaffen, Taunusstein: Verlag Dr. H. H. Driesen GmbH 2007, S. 263-288
- Phantasmagorischer Bildzauber des 18. Jahrhunderts und sein Nachleben in der Medienkunst. in: Brigitte Felderer (Ed.): Rare Künste: Zur Kultur und Mediengeschichte der Zauberkunst, Vienna 2006, S. 461-480
- Kunst als Inspiration medialer Evolution: Überwindungsvisionen der Kinoleinwand vom Stereopticon zur Telepräsenz. in: Thomas Hensel, Klaus Krüger, Tanja Michalsky (Eds.): Das bewegte Bild. Film und Kunst, Munich 2006, S. 419-448
- MedienKunstGeschichte: Für eine transdisziplinäre Bildwissenschaft in: Matthias Bruhn and Karsten Borgmann (Eds.): Sichtbarkeit der Geschichte. Beiträge zu einer Historiografie der Bilder / ed. for H-Arthist and H-Soz-u-Kult. Berlin: Clio-online and Humboldt University of Berlin 2005
- Der Digitale Bau: Aktuelle Tendenzen der Raumvisualisierung und ihre Vorläufer in: Thesis, Wissenschaftliche Zeitschrift der Bauhaus-Universität Weimar, 2004, Vol. 3, S. 112-121
- For an Expanded Concept of Documentation: The Database of Virtual Art, ICHIM, École du Louvre, Cultural institutions and digital technology, acte publié avec le soutien de la Mission de la Recherche et de la Technologie du Ministère della Culture et de la Communication, Paris 2003, Proceedings, CD-Rom, pp. 2-15
- Bilder von Kunst und Wissenschaft: Auf dem Weg zur Bildwissenschaft, in: Gegenworte: Zeitschrift für den Disput über Wissen, edited by BBAW, Berlin 2002, pp. 25-30
- Kunst als Inspiration medialer Evolution. Intermediale Etappen des Virtuellen im 20. Jahrhundert, in: Christoph Tholen (Ed.): Intervalle 5, Schriftenreihe des Wissenschaftlichen Zentrums der Universität Kassel: Kassel University Press 2002, pp. 57-7
- New Images from Life, in: Art Inquiry: Recherches sur les Arts, Ryszard Kluszinsky (Ed.), annual publication by Lodz Scientific Society, 2001, pp. 7-26
- Zwischen Bildsuggestion und Distanzgewinn, in: Klaus Sachs-Hombach (Ed.): Vom Realismus der Bilder: Interdisziplinäre Forschungen zur Semantik bildlicher Darstellungsformen, Magdeburg 2001, pp. 213-227
- The History of Telepresence: Automata, Illusion, and The Rejection of the Body in: Ken Goldberg (Ed.): The Robot in the Garden: Telerobotics and Telepistemology on the Internet, Cambridge/Mass.: MIT-Press 2000, pp. 226-246
- Into the Belly of the Image: Historical Aspects of Virtual Reality, in: Leonardo: Journal of the International Society for the Arts, Sciences and Technology, Vol. 32, Issue 5, 1999, pp. 365-372
- Hingabe an das Nichts: Der Cyberspace zwischen Utopie, Ökonomie und Kunst, in: Medien.Kunst.Passagen, No. 4, 1994, pp. 17–30

## أرتباطات خارجية
- Department for Image Science, Danube University Krems, Austria
- Database of Virtual Art
- MediaArtHistories Archive
- Graphic Collection Göettweig-Online
- Danube Telelectures
- MediaArtHistories (MIT Press/Leonardo Books) edited by Oliver Grau
- Virtual Art: From Illusion to Immersion (MIT Press/Leonardo Books) by Oliver Grau